# Eva Sigg
Eva Kariitta Sigg (* 17. Oktober 1950 in Helsinki) ist eine ehemalige finnische Schwimmerin.

## Karriere
Sigg nahm 1968 erstmals an Olympischen Spielen teil. In Mexiko trat die Schwimmerin in drei Wettbewerben an. Über 400 m Freistil, 200 m und 400 m Lagen konnte sie jeweils nicht das Finale erreichen. Vier Jahre später bei den Spielen in München ereilte sie selbiges Schicksal. In den Wettbewerben über 200 m Schmetterling, 200 m und 400 m Lagen schied sie erneut in den Vorläufen aus.
Die Schwimmerin ist 27-fache finnische Meisterin in verschiedenen Disziplinen.